# Ouagamcé
Ouagamcé est une localité située dans le département de Tougouri de la province du Namentenga dans la région Centre-Nord au Burkina Faso. 

## Économie
L'économie du village est essentiellement agro-pastorale et repose sur l'exploitation de son bas-fond agricole.

## Éducation et santé
Le centre de soins le plus proche de Ouagamcé est le centre de santé et de promotion sociale (CSPS) de Tougouri tandis que le centre médical avec antenne chirurgicale (CMA) de la province se trouve à Boulsa.